# Rajon Brest
Der Rajon Brest (belarussisch Брэсцкі раён Breszki rajon; Брестский район Brestski rajon) ist eine Verwaltungseinheit im Westen der Breszkaja Woblasz in Belarus.
Der Rajon hat eine Fläche von 1617 km² und ist in ein Passawet und 11 Selsawets gegliedert. Das administrative Zentrum ist die Stadt Brest.

## Geographie
Der Rajon Brest liegt im Südwesten des Landes und der Breszkaja Woblasz. Die Nachbarrajone in Belarus sind im Norden Kamjanez, im Osten Schabinka und im Südosten Malaryta. Die gesamte westliche Grenze des Rajons verläuft dem Bug und der Ostgrenze Polens entlang.

## Geschichte
Die Verwaltungseinheit wurde am 15. Januar 1940 gebildet.

## Wappen
Beschreibung: Das Wappen ist in Blau und Grün durch einen schmalen silbernen Wellenbalken geteilt. Oben ein zum Schildhaupt zielender silberner gespannter Bogen mit gleichgefärbten Pfeil und unten vier rote Schrägrechtsbalken.

## Verwaltungsgliederung
- Passawet Damatschawa
- Selsawet Herschony
- Selsawet Klejniki
- Selsawet Lyschtschyzy
- Selsawet Matykaly
- Selsawet Muchawez
- Selsawet Radwanitschy
- Selsawet Snamenka
- Selsawet Tamaschouka
- Selsawet Telmy
- Selsawet Tscharnautschyzy
- Selsawet Tscherni